# Arachnophaga longiceps
Arachnophaga longiceps är en stekelart som först beskrevs av Charles Thomas Brues 1907.  Arachnophaga longiceps ingår i släktet Arachnophaga och familjen hoppglanssteklar. Inga underarter finns listade.